# Robin Hendrix
Robin Hendrix (* 14. Januar 1995 in Kapelle-op-den-Bos) ist ein belgischer Leichtathlet, der sich auf den Langstreckenlauf spezialisiert hat.

## Sportliche Laufbahn
Erste internationale Erfahrungen sammelte Robin Hendrix im Jahr 2018, als er bei den Europameisterschaften in Berlin im 5000-Meter-Lauf in 13:36,15 min Rang 15 erreichte. Im Jahr darauf schied er bei den Halleneuropameisterschaften in Glasgow über 3000 Meter mit 7:58,14 min in der Vorrunde aus und gewann anschließend bei der Sommer-Universiade in Neapel in 14:04,06 min die Bronzemedaille über 5000 Meter hinter dem Schweizer Jonas Raess und Yann Schrub aus Frankreich. Über diese Distanz nahm er im Herbst auch an den Weltmeisterschaften in Doha teil, gelangte dort mit 13:39,69 min aber nicht bis in das Finale. Bei den Crosslauf-Europameisterschaften 2019 in Lissabon belegte er in der gemischten Staffel in 18:19 min den fünften Platz. 2021 klassierte er sich dann bei den Halleneuropameisterschaften in Toruń mit 7:59,86 min auf dem zwölften Platz. Im August startete er über 5000 m bei den Olympischen Spielen in Tokio und verpasste dort mit 13:58,37 min den Finaleinzug. 
Bei den Crosslauf-Europameisterschaften 2022 in Turin gelangte er nach 30:58 min auf Rang 35 im Einzelrennen. Im Jahr darauf gelangte er bei den Halleneuropameisterschaften in Istanbul mit 7:50,46 min auf Rang zehn über 3000 Meter. Im August schied er dann bei den Weltmeisterschaften in Budapest mit 13:55,81 min im Vorlauf über 5000 Meter aus. Im Dezember gewann er bei den Crosslauf-Europameisterschaften in Brüssel in 30:22 min die Bronzemedaille im Einzelrennen hinter dem Franzosen Yann Schrub und Magnus Tuv Myhre und sicherte sich in der Teamwertung die Goldmedaille. 2024 wurde er bei den Europameisterschaften in Rom in 13:36,19 min 20. über 5000 Meter. Im Dezember wurde er bei den Crosslauf-Europameisterschaften in Antalya nach 22:57 min 18. im Einzelbewerb und sicherte sich in der Teamwertung die Silbermedaille hinter dem spanischen Team.
2024 wurde Hendrix belgischer Meister im 5000-Meter-Lauf sowie 2020 Hallenmeister über 3000 Meter.

## Persönliche Bestzeiten
- 1500 Meter: 3:37,32 min, 20. Juli 2024 in Ninove
- 3000 Meter: 7:39,95 min, 27. Juli 2024 in Löwen
  - 3000 Meter (Halle): 7:40,53 min, 27. Januar 2023 in Karlsruhe
- 5000 Meter: 13:14,32 min, 27. Mai 2023 in Oordegem
  - 5000 Meter (Halle): 13:17,65 min, 11. Februar 2023 in Boston (belgischer Rekord)
- 10.000 Meter: 28:01,65 min, 16. April 2022 in Pacé